# 菊池朝三
菊池 朝三（きくち ともぞう、1896年11月22日 - 1988年1月31日）は、日本の海軍軍人。最終階級は海軍少将。茨城県土浦市議会議員。

## 経歴
福島県郡山市出身。菊池喜久蔵の四男として生まれる。安積中学校を経て、1917年11月、海軍兵学校（45期）を卒業。席次は89名中48番。翌年8月に海軍少尉任官。横須賀航空隊と霞ヶ浦航空隊で航空術学生として学んだ。霞ヶ浦海軍航空隊・横須賀海軍航空隊の各分隊長、各飛行隊長、「鳳翔」「加賀」「赤城」の各分隊長、「鳳翔」飛行長、大村航空隊飛行長、欧米出張、海軍航空廠飛行実験部員、「赤城」飛行長、第二航空戦隊参謀、海軍航空本部教育部員、第1連合航空隊・第2連合航空隊の各参謀、航空本部教育部員などを歴任。
霞ヶ浦航空隊では、開発段階にあった日本初の艦上攻撃機である十年式艦上雷撃機と一三式艦上攻撃機の試験飛行を任じられた。
大尉時代には一三式艦上攻撃機を指揮して、横須賀、北京間の往復飛行を、また搭乗員用落下傘の降下実験を行った。ともに海軍で最初の成功である。中佐時代には第1連合航空隊先任参謀として戸塚道太郎を補佐し、南京渡洋爆撃を実施した。
1939年11月、海軍大佐に進級。さらに、高雄海軍航空隊司令、「鳳翔」艦長などを経て、太平洋戦争を館山海軍航空隊司令として迎えた。
第11連合航空隊付、航空本部出仕、練習連合航空総隊参謀長、「瑞鶴」艦長、「大鳳」2代目艤装員長・初代艦長、第二十五航空戦隊司令官などを歴任。マリアナ沖海戦で「大鳳」は爆沈したが、大爆発の中を生還。1944年10月、海軍少将に進級。第二航空艦隊参謀長、第一航空艦隊参謀長、同参謀副長、海軍総隊参謀副長などを務め、1945年10月、予備役に編入された。
1947年11月28日、公職追放の仮指定を受けた。追放解除後は1959年から1971年まで土浦市議を務めた。